# Koulenka prodloužená
Koulenka prodloužená (Globularia bisnagarica) je vytrvalá bylina suchých slunných strání i luk. Spadá mezi silně ohrožené druhy květeny ČR, na Červeném seznamu cévnatých rostlin má status C2, §3 (zařazen jako v přírodě silně ohrožený taxon, nyní zákonem ošetřený pouze jako ohrožený). Původně tvořily koulenky samostatnou čeleď, ale po nových studiích DNA byla přeřazena mezi jitrocelovité.

## Synonyma
Lze ji najít pod latinskými synonymy Globularia vulgaris (Carl Linné), Globularia aphyllanthes (Crantz), Globularia punctata (Lapeyr), Globularia elongata (Hegetschw.) a Globularia willkomii (Nyman). V české literatuře je také označována podle mnoha botaniků jako koulenka obecná (Presl, Sloboda, Čelakovský, Polívka), někdy jako koulenka vyšší (Dostál) i jako kulenka obecná (Presl, Opiz).

## Popis
Koulenka vyrůstá z krátkého oddenku (zakořeňuje až do hloubky 1 m), vytváří přízemní růžici řapíkatých celokrajných listů, lžícovitě zaokrouhlených až vejčitých s klínovitou bází, z níž ční 5–50 cm dlouhý hustě střídavě olistěný stonek s květenstvím.
Květenství je hlávka "(strboul)" od 10 do 15 mm v průměru, barva koruny je modrá, fialová občas lze narazit i na variaci růžovou či bílou. Ušty tohoto druhu koulenky jsou delší než její chlupatý kalich, přesah 6–8 mm, pět pysků srostlých po dvou kratších a třech delších. Doba kvetení spadá na květen a červen (uváděn i duben
a srpen). Plodem jsou nažky.

## Ekologie a rozšíření
Koulenka preferuje slunné svahy, stráně a lesostep s bazickými substráty (vápence, opuky, spraše) v nížinách a pahorkatin do 450 metrů nad mořem.
Rozšířená je v západní Evropě (Španělsko, Francie), ve Středomoří, až po Balkánský poloostrov, oblastně i v západním Rusku až ke Kavkazu a Povolží. V České republice roste od Podkrušnohoří ke středním Čechám a také od svahů jižní Moravy po Bílé Karpaty – oblast typu termofytikum.
Je uváděna jako jediný zástupce někdejší čeledi koulenkovitých na našem území.

## Význam
Dříve se užívala k léčení zanícených ran ve formě obkladů z listů, vnitřně je pro organismus ve větším množství jedovatá.
Kromě chráněných lokalit je někdy k vidění pěstovaná jako skalnička, protože je možné ji získat namnoženou v některých zahradnictvích. Z listů rostliny lze získat žluté barvivo.